# Thành Cố
Thành Cố (chữ Hán phồn thể: 城固縣, chữ Hán giản thể: 城固县, âm Hán Việt: Thành Cố huyện) là một huyện thuộc địa cấp thị Hán Trung, tỉnh Thiểm Tây, Cộng hòa Nhân dân Trung Hoa. Huyện này có diện tích 2265 ki-lô-mét vuông, dân số năm 1999 là 497.871 người. Hán Giang chảy qua huyện này. Địa hình ở phía nam và phía bắc cao, ở giữa thấp. Khí hậu ôn đới, lượng mưa hàng năm là 800 mm. Mã số bưu chính của huyện Thành Cố là 723200.